# Lista över Filippinernas presidenter

Presidentens flagga.

Detta är en lista över Filippinernas presidenter.
| Namn                    | Ämbetsperiod                        | Titel                               |
| ----------------------- | ----------------------------------- | ----------------------------------- |
| Emilio Aguinaldo        | 23 mars 1897 – 16 december 1897     | President för högsta regeringsrådet |
| Emilio Aguinaldo        | 12 juni 1898 – 23 januari 1899      | Diktator                            |
| Emilio Aguinaldo        | 23 januari 1899 – 1 april 1901      | President                           |
| Miguel Malvar           | 1 april 1901 – 16 april 1902        | President                           |
| Manuel Quezon           | 15 november 1935 – 1 augusti 1944   | President                           |
| Sergio Osmeña           | 1 augusti 1944 – 28 maj 1946        | President                           |
| Manuel Roxas y Acuña    | 28 maj 1946 – 15 april 1948         | President                           |
| Elpidio Quirino         | 16 april 1948 – 30 december 1953    | President                           |
| Ramon Magsaysay         | 30 december 1953 – 17 mars 1957     | President                           |
| Carlos P. Garcia        | 17 mars 1957 – 30 december 1961     | President                           |
| Diosdado Macapagal      | 30 december 1961 – 30 december 1965 | President                           |
| Ferdinand E. Marcos     | 30 december 1965 – 25 februari 1986 | President                           |
| Corazon Aquino          | 25 februari 1986 – 30 juni 1992     | President                           |
| Fidel V. Ramos          | 30 juni 1992 – 30 juni 1998         | President                           |
| Joseph Estrada          | 30 juni 1998 – 20 januari 2001      | President                           |
| Gloria Macapagal-Arroyo | 20 januari 2001 – 30 juni 2010      | President                           |
| Benigno Aquino III      | 30 juni 2010 – 30 juni 2016         | President                           |
| Rodrigo Duterte         | 30 juni 2016 – 30 juni 2022         | President                           |
| Bongbong Marcos         | 30 juni 2022 –                      | President                           |